# اداره باستان شناسی و حفاظت تاریخی ایالت واشینگتن
اداره باستان‌شناسی و حفاظت تاریخی ایالت واشینگتن (انگلیسی: Washington State Department of Archaeology and Historic Preservation) اداره‌ای مستقل در ایالت واشینگتن است که مسئولیت ادارهٔ اداره باستان‌شناسی و حفاظت تاریخی را دارد.